# Gonzalo Micó
Gonzalo Micó, o Gonzalo Micô, es un guitarrista y jazzista compositor venezolano, considerado como el mayor exponente de la guitarra de jazz en Venezuela siendo el primer guitarrista en grabar un disco de dicho género en su país. El estilo de este guitarrista está ligado definitivamente al jazz, aunque ha experimentado en el terreno de la fusión y el world music ya que es uno de los pocos instrumentistas que ha desarrollado y compuesto temas de jazz en Venezuela con el Steelpan, instrumento originario de Trinidad y Tobago, paseándose por el calipso. El repertorio de Gonzalo está compuesto por estándares de jazz, temas propios 
y de autores venezolanos, sin embargo, este maestro de las seis cuerdas ha desarrollado proyectos paralelos en los cuales interpreta temas de blues y rock & roll.

## Biografía

### Sus inicios y formación musical
Gonzalo Micô inició su vida musical en el rock y la música venezolana, pero se interesó mucho en el jazz y decidió estudiar este género estadounidense en los propios EE. UU. de la mano del afamado guitarrista de jazz Joe Diorio, del cual aprendió los secretos y trucos el fino arte del jazz, también estudió composición con Carl Schroeder y se graduó en el Guitar Institute of Technology (Hollywood, California).

### Carrera profesional
Micô se ha desempeñado como guitarrista en Venezuela desde antes de ir a estudiar a EE.UU; primero se graduó de arquitecto en la Universidad Central de Venezuela (UCV). Dicha profesión no llegó a desarrollar, por su amor a la música y al jazz. De su llegada a Venezuela al concluir sus estudios de guitarra graba su primer LP (Long Play o Larga Duración), llamado Cinemascope en 1982 (ver discografía). Con esta producción se desarrolla de lleno en el ambiente musical de jazz en Caracas. Su carrera le ha permitido como condición innata alternar con la docencia musical, la cual es una actividad que la considera muy importante. Esta labor que ha ido desarrollando desde sus inicios en la academia Ars Nova a finales de los 80's y en los 90's y de manera particular desde los años ochenta hasta la actualidad, además se desempeña como profesor Universidad Nacional Experimental de las Artes (Unearte Música Sartenejas) y en la Escuela Taller de Jazz Caracas. Ha compartido tarima con una gran cantidad de músicos venezolanos tanto como acompañante como con sus proyectos paralelos y de solista; y ha trabajado como músico de sesión en discos de: Gastón Irazabal, Chiqui Rojas, Andy Durán,  Gerardo Chacón y muchas otras bandas y grupos de Venezuela.

### Discografía
- Cinemascope               - 1982
- Be-Jazz-Artes             - 1983
- Gonzalo Micó              - 1985
- Virtualmente              - 1990
- Caribbean Colors          - 1992
- Untitled Dreams           - 1996
- Ambiance Café             - 1998
- Juegos de Playa           - 2000
- Lentement Mademoisselle   - 2002
- Si es tarde...me perdonas - 2004
- Children's Christmas      - 2005
- Nostalgia                 - 2007
- Trío 20-10                - 2010

## Enlaces
- Web Oficial (enlace roto disponible en Internet Archive; véase el historial, la primera versión y la última).
- My Space Oficial
- Gonzalo Micô en Facebook
- Información
- Datos, Long Plays y CD

- Datos: Q5883108